# Club Balonmano Porriño
El Club Balonmano Porriño es un club de balonmano tanto con sección femenina como masculina de España, del municipio gallego de O Porriño, Pontevedra. 

## Historia
En los años 70 existió un equipo de balonmano femenino en Porriño, proyecto que terminó desapareciendo por falta de apoyos económicos.
Fundado en 1987 oficialmente, actualmente su sección femenina juega en la División de Honor, la máxima categoría del balonmano femenino en España. En la temporada 1990/91 se empieza la labor con la base.
El club, desde sus comienzos siempre ha apostado más por su sección femenina, y es el equipo femenino, el máximo referente de la entidad, el que logró ascender a División de Honor en la temporada 1996/1997, donde ya había competido en la 74/75 pero que tuvo que abandonar por falta de apoyos.  
Cuatro campañas después, el conjunto descendió a División de Honor Plata (2000/2001), se mantuvo una década hasta lograr de nuevo retornar a la máxima categoría del balonmano femenino español (2010/2011)en una fase de ascenso que se jugó en casa. Se encuentra, desde entonces, asentado en la máxima división nacional. 
En ta temporada 2013/2014, el conjunto dirigido por Abel Estévez (actual presidente de la entidad) logró la mejor clasificación de su historia hasta ese momento: una quinta plaza que le concedió la clasificación para la Recopa EHF, puesto que repitió la temporada siguiente y la temporada 2022/23.
En 2015-16 y 2016-17 fue el club anfitrión de la Copa de la Reina, en las que el equipo local firmó una brillante actuación, llegando a semifinales.
Durante la temporada 2019/20 se situaban en penúltima posición, antes de verse obligada a su cancelación debido al Covid-19, hecho que les permitió mantener la categoría para la temporada 2020/21.
En la temporada 2023/24 el Conservas Orbe Rubensa ha conseguido una histórica cuarta posición en la Liga Guerreras Iberdrola, con pasaporte a la EHF European Cup. La falta de apoyos económicos pudieron terminar con el equipo fuera de la competiciónpero consiguieron los recursos y debutan en Europa en la 2024/25. Jugaron la primera final europea del club y quedaron subcampeonas.

### Nombres históricos
- 2017 - Godoy Maceira Balonmano Porriño [2]
- 2024 - Conservas Orbe Rubensa Balonmano Porriño

## Plantilla
Plantilla para la temporada 2023–24
|  | Porteras - 18. Ana Belén Palomino Delgado - 12. Fátima Ayelen Rosales Cabrera - 1. Inma García Pivotes - 7. Alicia Campo Bastos - 23. Carmen Prelchi Gallego Extremos - 17. Lucía Álvarez Covelo - 20. Maider Barros Muñoz - 26. Thais Adrielle Fermo - 28. Carme Castro | Primera línea - 5. Micaela Joana Casasola - 18. Sofía Gull Querín - 22. Aitana Santomé Santos - 21. Sarai Samartín Lago - 22. Paulina Pérez Buforn Centrales - 4. Carolina Bono - 10. Malena Valles Becerra - 11. Inés Josefa Hernández Ruz - 35. Maddi Bengoetxea Erriondo |

### Entradas y salidas 2024/25[14]
|  | - Katia Zhukova (desde el Club Balonmano Elche) - Lucía Laguna (desde el Gijón) - Daniela Moreno (desde el Rocasa Gran Canaria) | - Carmen Prelchi Gallego (al Club Balonmano Elche) - Carme Castro (al Atlético Guardés) - Thais Adrielle Fermo - Inés Hernández (Retirada) |

### Cuerpo técnico
- Ismael Martínez González (Entrenador)

## Sección masculina
En la sección masculina, cabe destacar los dos subcampeonatos de Liga en la categoría de Primera Nacional, lo cual les dio derecho a participar en la Fase de Ascenso a División de Honor B, en las temporadas 2011/12 (fase disputada en Zarautz) y en la 2016/17 (fase disputada en O Porriño). 
Posteriormente, el primer equipo compitió en la 1° Autonómica Masculina, donde la temporada 2018/19 quedaron campeones de Copa tras la Final Four disputada en O Porriño. Tras varias temporadas disputando la Fase de Ascenso a Primera Nacional, consiguieron ascender de categoría una vez más, donde militan actualmente.

## Cantera
El equipo femenino de Primera Autonómica levantó en la 2015-16 el título de Campión Galego, repitiendo el título logrado desde la temporada 2010-2011 a la 2013-2014 y que tan sólo abandonó en el año 2015, cuando fue segundo. El equipo juvenil femenino se mantiene dentre los mejores del ámbito autonómico y nacional. En la temporada 2012-2013 alcanzaron el bronce en el Campeonato de España, su mejor resultado; y las dos últimas temporadas lograron clasificarse para la fase zonal. Las cadetes siguen la estela de sus antecesoras y además de proclamarse campeonas en Galicia7 este año lograron un cuarto puesto en el Campeonato de España en San Sebastián de los Reyes (Madrid).
En la sección masculina, cabe destacar que el equipo infantil masculino, quedó segundo en el play-off gallego y consiguió plaza para el Campeonato de España durante la temporada 2018/19. Es la primera vez en la historia del Club, que un equipo masculino participó en una fase del Campeonato de España. Además, durante esa temporada también conquistaron la Copa Federación, consiguiendo así poner el broche de oro a un gran temporada.

## Premios y Galardones
- 1 x Subcampeonas de la EHF European Cup 2024/25
- 3 x Mejor Club Gallego de la FGM (1994, 1997, 2012)
- 2 x Mejor Club Gallego por la Junta de Galicia (1999, 2001)
- 3 x Premio a la promoción femenina, de la FGM (1995, 2004, 2010)
- Premio al Deporte (2011)
- Placa al Mérito Deportivo de la RFEBM (2016)[17]
- Premio Antonio Palacios del Deporte (2024)[18]
- Reconocimiento Especial de la RFEBM (2025)[19]

## Mascota
La mascota del Balonmano Porriño fue presentada en 2023, aunque fue diseñada en un concurso escolar hacia 2013, no fue hasta el inicio de la temporada 2022/23 cuando cobró vida. Su nombre, Lou, viene de la comarca de Louriña.